# Begonia paleata
Espèce
Begonia paleata est une espèce de plantes de la famille des Begoniaceae. Ce bégonia est originaire du Brésil. L'espèce fait partie de la section Pritzelia. Elle a été décrite en 1859 par Alphonse Pyrame de Candolle (1806-1893). L'épithète spécifique paleata signifie « pailleuse », du latin palea, la balle de blé.

## Répartition géographique
Cette espèce est originaire du pays suivant : Brésil.